# Compacte klasse
De compacte klasse of economyklasse is een autoklasse waarin de kleinere en goedkopere auto's vallen. De Europese Commissie en autoverhuurbedrijven omschrijven deze klasse meestal als B-segment. De compacte klasse volgt op de miniklasse en een klasse hoger wordt compacte middenklasse genoemd.
De auto's uit deze klasse zijn meestal een hatchback.

## Compacteklasseauto's
- Audi A1
- Citroën C3/DS3
- Dacia Logan/Sandero
- Ford Fiesta
- Honda Jazz
- Hyundai i20
- Kia Rio
- Mazda2
- Mini Cooper/One
- Mitsubishi Space Star (2013)
- Nissan Micra
- Opel Corsa
- Peugeot 208
- Renault Clio
- Renault ZOE
- SEAT Ibiza
- Škoda Fabia
- Smart ForFour (2004)
- Suzuki Swift
- Toyota Yaris
- Volkswagen Polo

### Crossovers
- Citroen C3 Aircross
- Ford EcoSport
- Honda HR-V (1999)
- Peugeot 2008

### Uit productie
- Alfa Romeo MiTo
- Audi 50
- Austin Allegro
- Chevrolet Kalos (Aveo)
- Daihatsu Charade
- Daihatsu Sirion
- Fiat 127
- Fiat Punto
- Fiat Uno
- Honda Logo
- Hyundai Getz
- Kia Pride
- Lada Kalina
- Lancia Ypsilon
- Mazda 121
- Mazda Demio
- Mitsubishi Colt
- Morris 1100
- Peugeot 206/206+/207
- Renault 4
- Renault 5
- Škoda Felicia
- Toyota Starlet
- Volkswagen Derby

Miniklasse · Economyklasse · Compacte middenklasse · Middenklasse · Hogere middenklasse · Topklasse · Gran Turismo · Sportwagen · Limousine · Multi-purpose vehicle · Sports utility vehicle · Terreinauto · Bestelwagen